# Devín
Devín (deutsch Theben, ungarisch Dévény) ist ein Stadtteil der slowakischen Hauptstadt Bratislava (Pressburg), der sich unterhalb der Burg Devín (Burg Theben) bei der Mündung der March in die Donau befindet und bis 1946 eine selbstständige Gemeinde war.

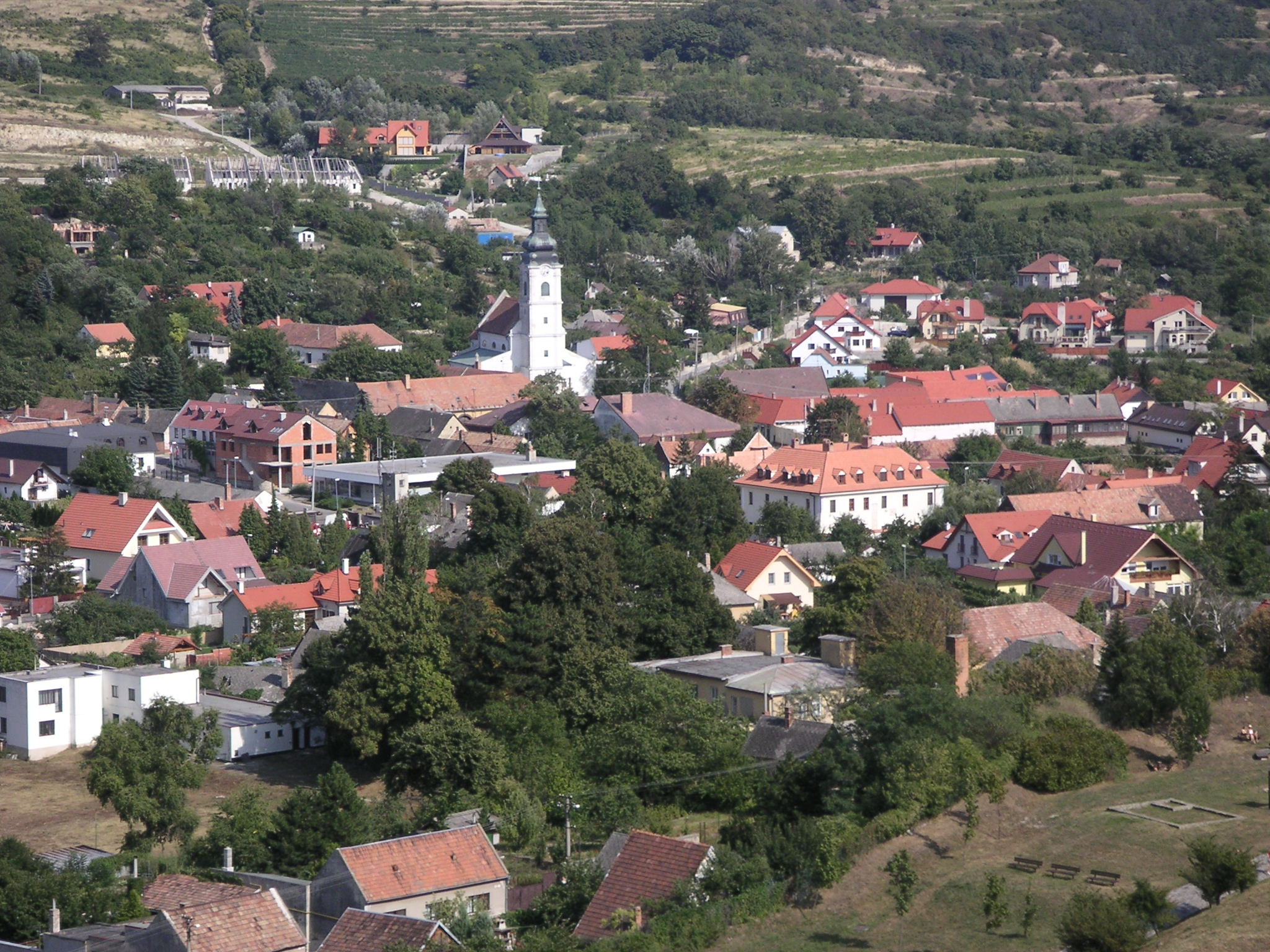
Blick auf Devín von der Burgruine aus

Dieser Stadtteil liegt im Südwesten Pressburgs an der Grenze zwischen Österreich und der Slowakei, in der Thebener Pforte. Im Flusslauf der March (Morava) grenzt er an die niederösterreichischen Gemeinde Engelhartstetten im Bezirk Gänserndorf und im Verlauf der Donau an die ebenfalls niederösterreichische Stadt Hainburg an der Donau und die Gemeinde Wolfsthal im Bezirk Bruck an der Leitha. Grenzübergänge von dort nach Devín gibt es jedoch keine. Innerhalb der Slowakei grenzt Devín an die Stadtteile Devínska Nová Ves im Norden, Dúbravka im Nordosten und Karlova Ves im Osten.

## Geschichte
Die Geschichte des Ortes ist mit jener der Burg untrennbar verbunden, es wurde aber 1237 auch als „villa Thebbyn“ erwähnt. Die Stadtrechte wurden Theben im Jahr 1568 durch den König von Ungarn bestätigt. Viele Jahrhunderte lang, bis 1918, markierte die Burg und die darunter liegenden Felsen die westliche Grenze Ungarns, die 1526–1918 eine Binnengrenze der Habsburgermonarchie war. Im 16. Jahrhundert siedelten sich in der Kleinstadt zahlreiche Kroaten an.

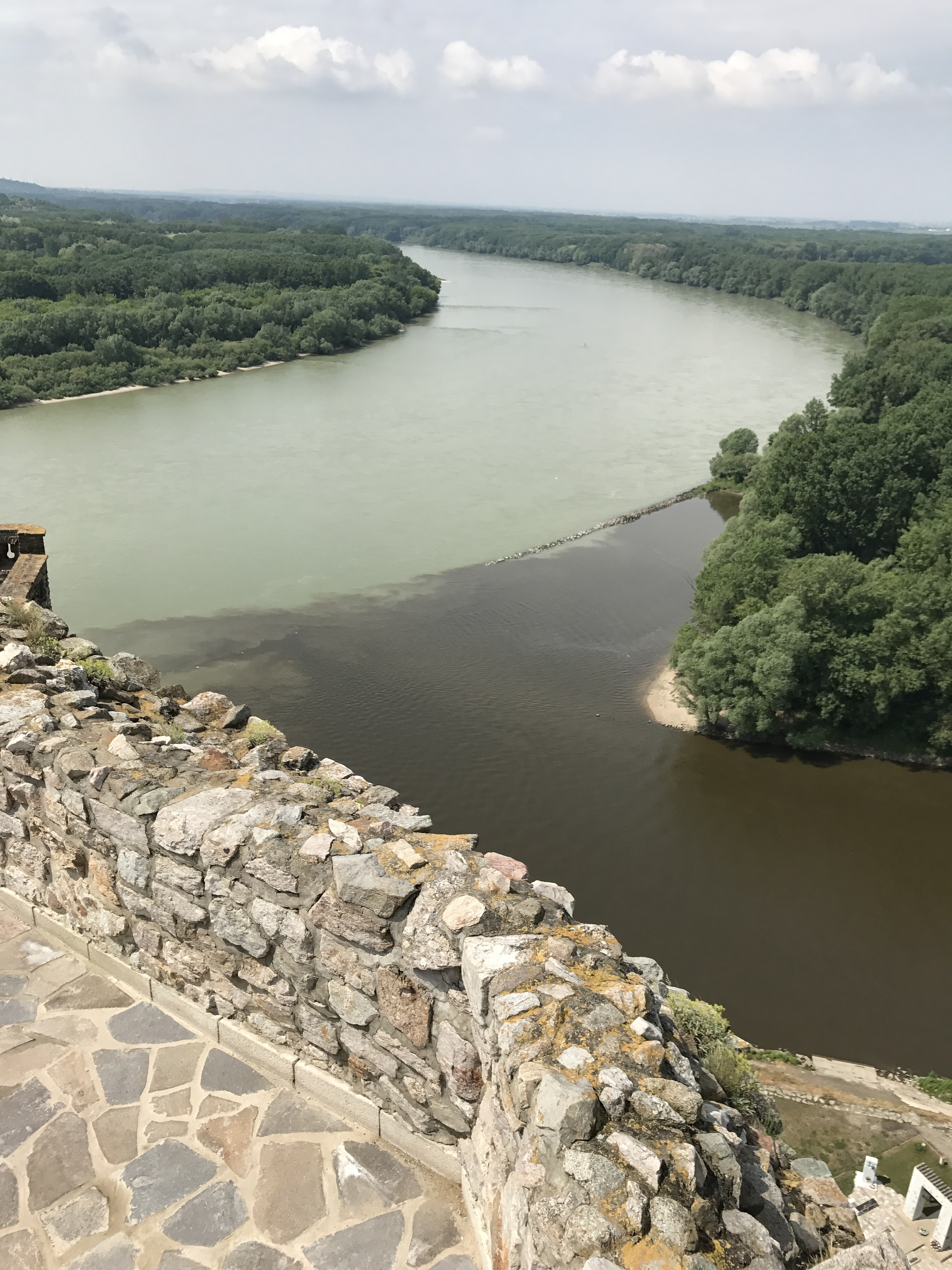
Mündung des Grenzflusses March in die Donau, Blick von der Burg Devín aus. Ganz rechts unten ist das Denkmal für die Fluchtopfer zu sehen.

Am 20. Oktober 1938 wurden Theben und seine Umgebung im Zuge der Durchführung des Münchner Abkommens wegen seiner deutschsprachigen Bevölkerungsmehrheit dem Deutschen Reich, Reichsgau Niederdonau/Niederösterreich eingegliedert. Eine geografische Besonderheit lag darin, dass das Gebiet von Theben mit dem Reich keine direkte Landverbindung hatte, da über den Grenzfluss March (wie bis heute) keine Brücke bestand. Die Verkehrsanbindung wurde durch eine vier Mal täglich verkehrende, exterritoriale Autobuslinie hergestellt, die die Deutsche Reichsbahn zwischen Theben und Engerau/Donaubrücke (mit Anschlüssen Richtung Wien) betrieb.
Die deutschsprachige Bevölkerung wurde 1945 vor der heranrückenden Roten Armee zur Gänze nach Westen evakuiert, Devín ab April 1945 in die wieder erstandene Tschechoslowakei eingegliedert. Wegen der Grenznähe und erhöhter Fluchtgefahr hatten nach 1948 hier nur ausgewählte Bürger Wohnrecht. Die Bevölkerungszahl sank seitdem sukzessive immer weiter: 1991 hatte Devín nur noch 779 Einwohner. Stärker bevölkert ist der Nachbarort Devínska Nová Ves (Theben-Neudorf), der 1972 ebenfalls nach Bratislava (Pressburg) eingemeindet wurde.
Nach dem Ort ist die sogenannte Thebener Pforte benannt, an der die Donau, vom niederösterreichischen Marchfeld kommend, in die Ungarische Tiefebene eintritt. Diese Engstelle ist durch den Thebener Kogel (Devínska Kobyla, 515 m) nördlich und den Braunsberg (346 m) bei Hainburg südlich der Donau definiert. Der Ort wird oft von Donauhochwasser in Mitleidenschaft gezogen, so zum Beispiel bei der Jahrhundertflut von 2002.
Devín befindet sich seit 2005 unter Zwangsverwaltung, nachdem ein Bauprojekt in der Regie des Stadtteils in den 1990er Jahren durch Planungsfehler und immer wachsende Kredite fehlschlug. 2021 betrugen die nicht getilgten Schulden mehr als 12 Millionen Euro, die den Stadtteilhaushalt um mehr als das Vierzehnfache überschreiten. Jedes Jahr steigt die Schuldsumme um etwa 350.000 Euro. Eine Lösung wurde bisher nicht vorgestellt.

## Bevölkerung
Zur Volkszählung 2011 wohnten im Stadtteil Devín 1096 Einwohner, davon 1.016 Slowaken, 19 Tschechen, 18 Magyaren, vier Deutsche, zwei Polen sowie jeweils ein Jude, Mährer, Russe und Ukrainer. 14 Einwohner gaben eine andere Ethnie an und 19 Einwohner machten keine Angabe zur Ethnie.
534 Einwohner bekannten sich zur römisch-katholischen Kirche, 51 Einwohner zur Evangelischen Kirche A.B., sechs Einwohner zur orthodoxen Kirche, jeweils fünf Einwohner zu den christlichen Gemeinden und zur griechisch-katholischen Kirche, vier Einwohner zur evangelisch-methodistischen Kirche und zur reformierten Kirche sowie jeweils ein Einwohner zur Bahai-Religion, zu den Baptisten, zu den Brethren, zur apostolischen Kirche, zur jüdischen Gemeinde und zur tschechoslowakischen hussitischen Kirche. 19 Einwohner bekannten sich zu einer anderen Konfession, 379 Einwohner waren konfessionslos und bei 83 Einwohnern wurde die Konfession nicht ermittelt.

## Sehenswürdigkeiten

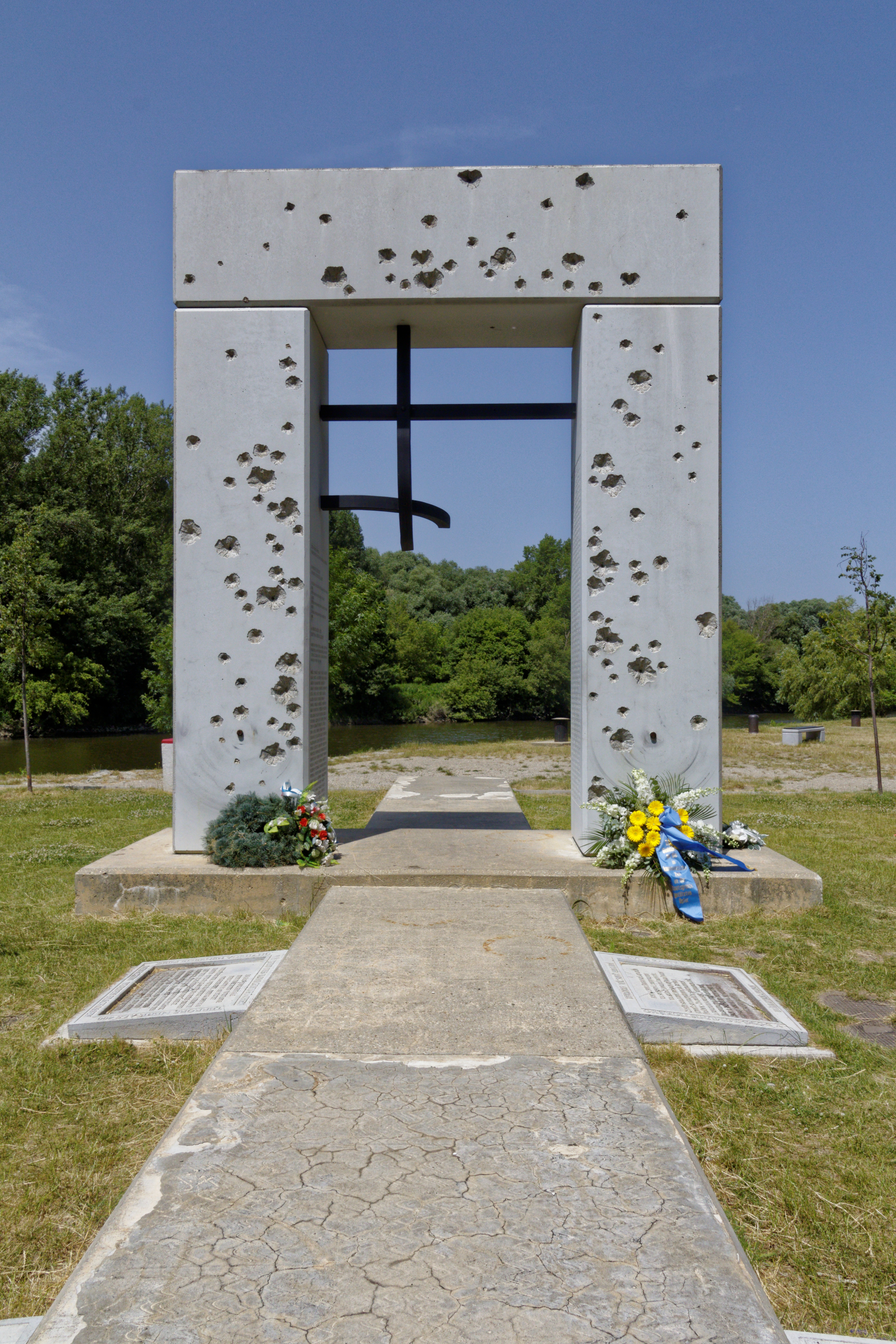
Bratislava-Devin; Denkmal für die Fluchtopfer

An der Straße nach Devínska Nová Ves befindet sich am Fuß der Burg in einem kleinen Steinbruch ein Geologisches Freilichtmuseum, wo man die verschiedenen geologischen Formationen der Erdgeschichte, beispielsweise den Meerespegel im Tertiär, sehen kann.
Ein Denkmal für die Fluchtopfer Tor der Freiheit (Brana slobody) steht am Marchufer. Viele Fluchtwillige wurden in der Zeit des Eisernen Vorhanges an diesem Donauabschnitt auf der Flucht von Grenzsoldaten der Tschechoslowakei erschossen. Eine erfolgreiche Flucht gelang trotz Schussverletzung  z. B. dem Tierfilmer Andreas Kieling 1976.

## Persönlichkeiten
- Karl Wilhelm Neubauer (* 1939), deutscher Theologe und Bibliothekar

## Weblinks

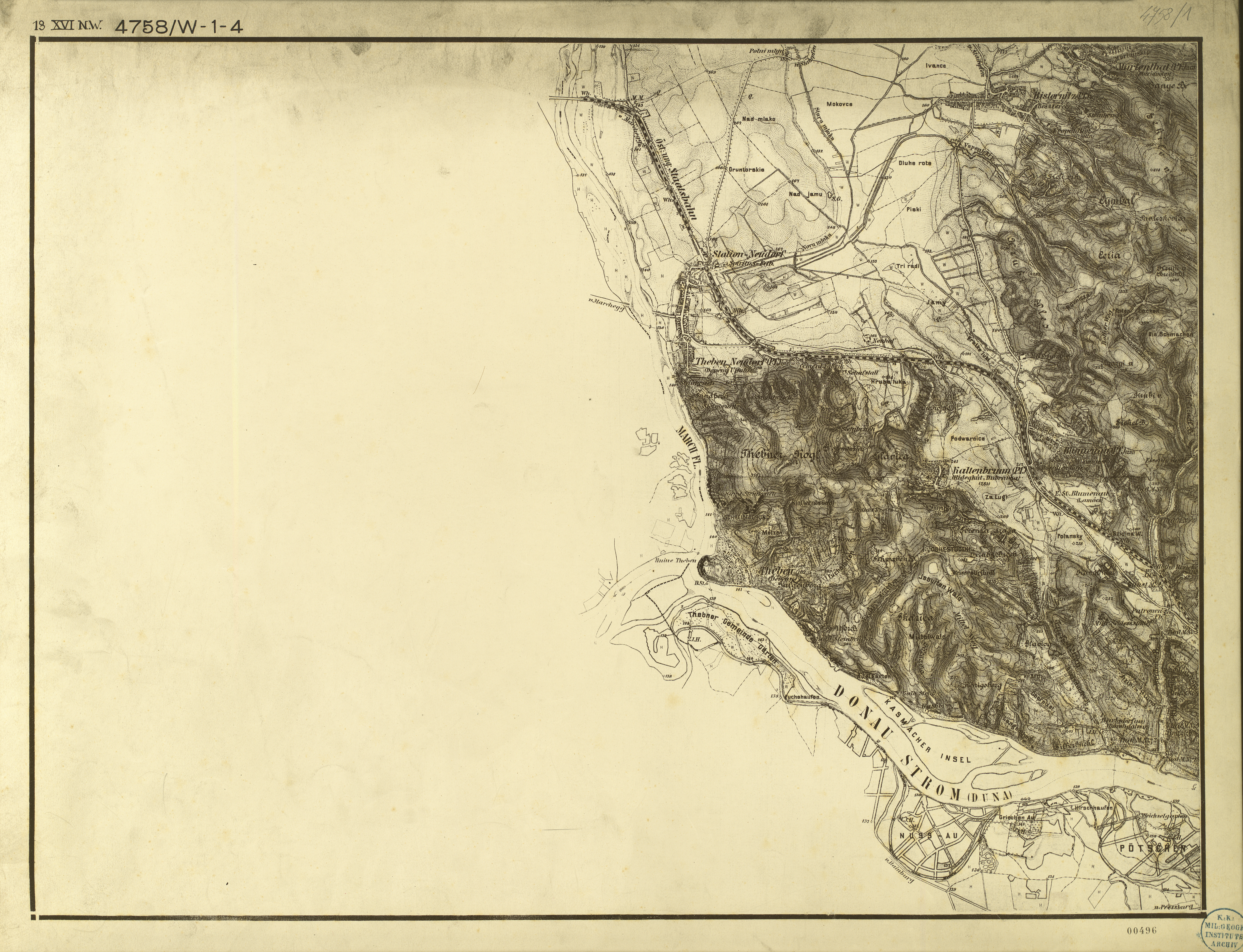
Theben an der Marchmündung, um 1883